# Stigmata (religie)

Zuster Rumolda op haar doodsbed met op haar handen de stigmata, 1948

In de religieuze betekenis zijn stigmata (Oudgrieks: στίγματα, meervoud van στίγμα, stigma: merk of brandmerk) rode plekken, zweren of al dan niet bloedende wonden die optreden bij christelijke gelovigen en wel op die plekken van het lichaam waar, volgens de Bijbel en de iconografie, verwondingen werden toegebracht aan het lichaam van Jezus voor en tijdens zijn kruisiging. Het "ontvangen" van de stigmata wordt stigmatisatie genoemd. Soms wordt in plaats van het woord stigmata ook de term 'kruiswonden' of 'de wond(er)tekenen Gods' gebruikt. 

## Vormen
Er zijn vele meldingen van stigmata, die verschillende vormen kunnen aannemen: aan de handen en/of voeten, een wond in de zijde (door de lans van de Romeinse soldaat) en hoofdwonden (ten gevolge van de doornenkroon). Sommigen denken dat gevallen van stigmata duiden op een wonder, terwijl ook gevallen van oplichterij bekend zijn. 
Bij 'authentiek' gestigmatiseerden is veelal sprake van een elke vrijdagmiddag terugkerend fenomeen van het lichamelijk en geestelijk mee doormaken van het lijden van Christus, korte tijd waarna de wonden zich weer oppervlakkig sluiten. Jezus had zijn lijdensuren namelijk ook op een vrijdagmiddag en wel van het jaar 30 of -traditioneel- het jaar 33.

## Geschiedenis

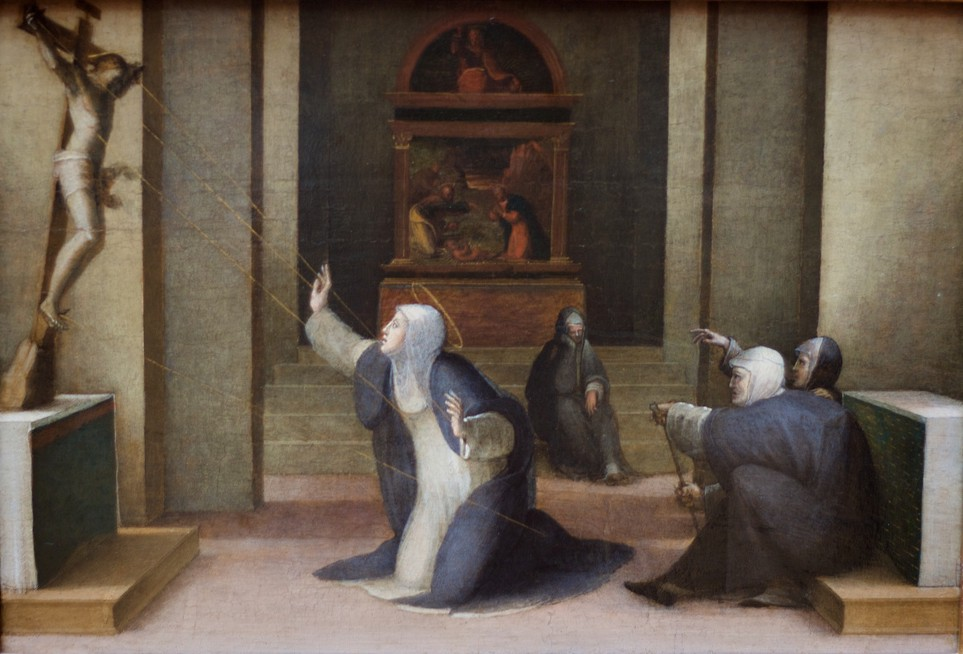
De stigmatisatie van Catharina van Siena, door Domenico Beccafumi

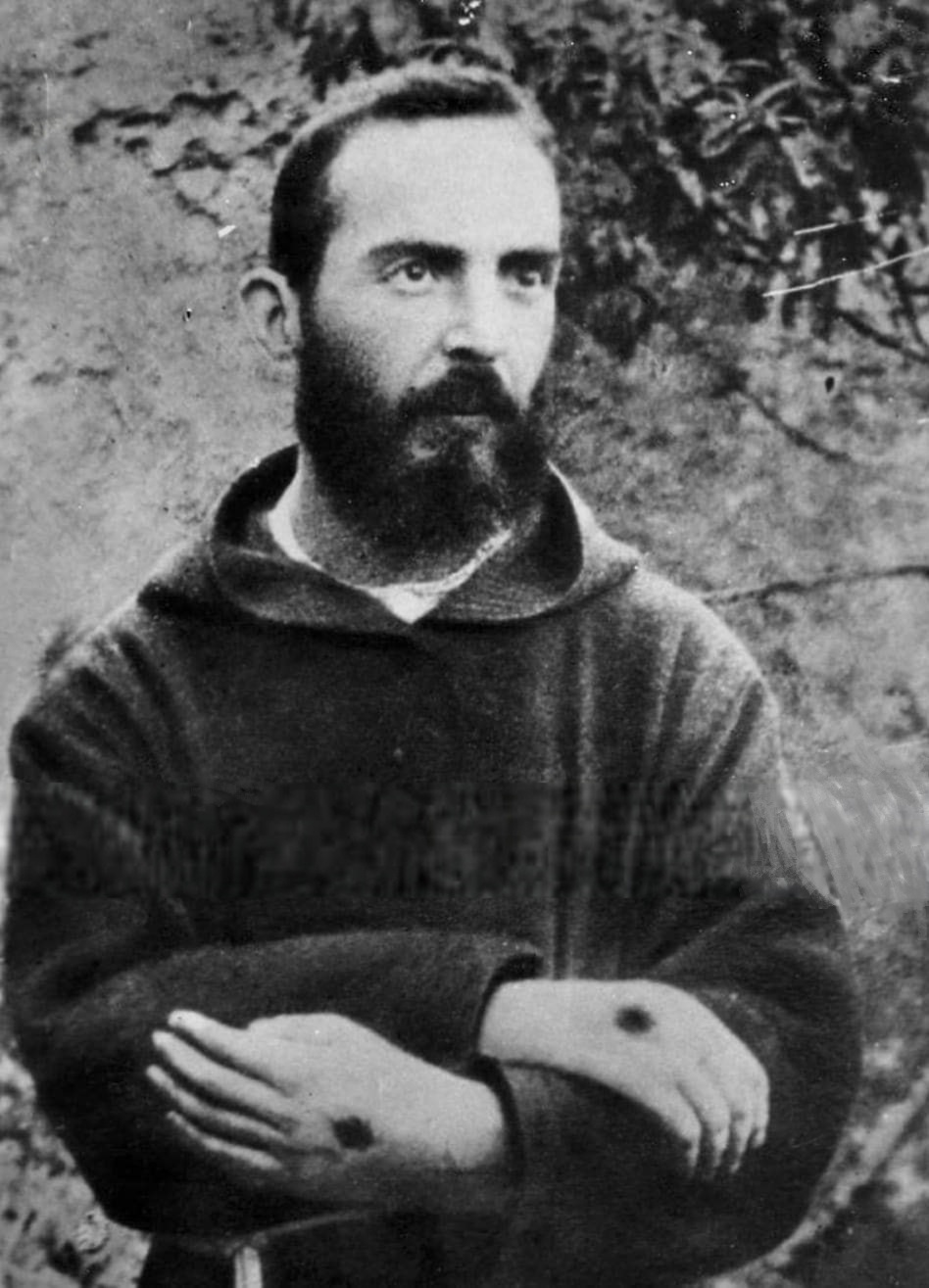
De jonge pater Pio toont zijn stigmata (detail van een foto genomen op 19 augustus 1919)

Door de eeuwen hebben zich meer dan 500 gevallen van stigmatisatie voorgedaan. 
Het eerst gedocumenteerde, maar door het Vaticaan niet als stigmata erkende, geval deed zich voor in het jaar 1222. Tijdens een synode in Oseney nabij Oxford in Engeland werd een jongeman veroordeeld die zichzelf had laten kruisigen om op die wijze de kruiswonden te krijgen en zich vervolgens zich tot incarnatie van Jezus te verklaren. Aartsbisschop Stephen Langton liet de man levenslang opsluiten op water en brood in de Banbury gevangenis.
Twee jaar later, in 1224, kreeg Franciscus van Assisi tijdens een gebedsmeditatie in La Verna (Italië) dezelfde  wonden in handen, voeten en zijde. In de daaropvolgende eeuw volgden er nog veel gestigmatiseerden, onder wie Birgitta van Zweden en Catharina van Siena. In België kent men nog Maria van Oignies en Elisabeth van Spalbeek, een zuster uit de abdij van Herkenrode. Bekende Nederlandse mysticae uit de late middeleeuwen zijn Geertrui van Oosten en Liduina van Schiedam.
In de 19de en begin 20e eeuw treedt een algehele heropleving van het fenomeen op, ook in de lage landen, en dan met name bij vrouwen. Bekende stigmatici uit deze periode zijn achtereenvolgens Anna Catharina Emmerich, Dorothea Visser, Louise Lateau, Theresia van Lisieux, Gemma Galgani, Maria van Beek, Therese Neumann, Padre Pio, Leonie Van Den Dijck en Janske Gorissen.

## Verklaringen
In zijn artikel Hospitality and Pain beschrijft de christelijke theoloog Ivan Illich het ontstaan van  stigmata als volgt: "Compassie met Christus... het geloof is zo sterk en diep ingeworteld dat de gelovige de intense pijn van de kruisiging zelf ervaart". Volgens Illich kan stigmatisatie zich dus voordoen bij iemand die exceptioneel sterk gelooft en een immense drang heeft zich te identificeren met (de iconografie van) het lijden van Christus.

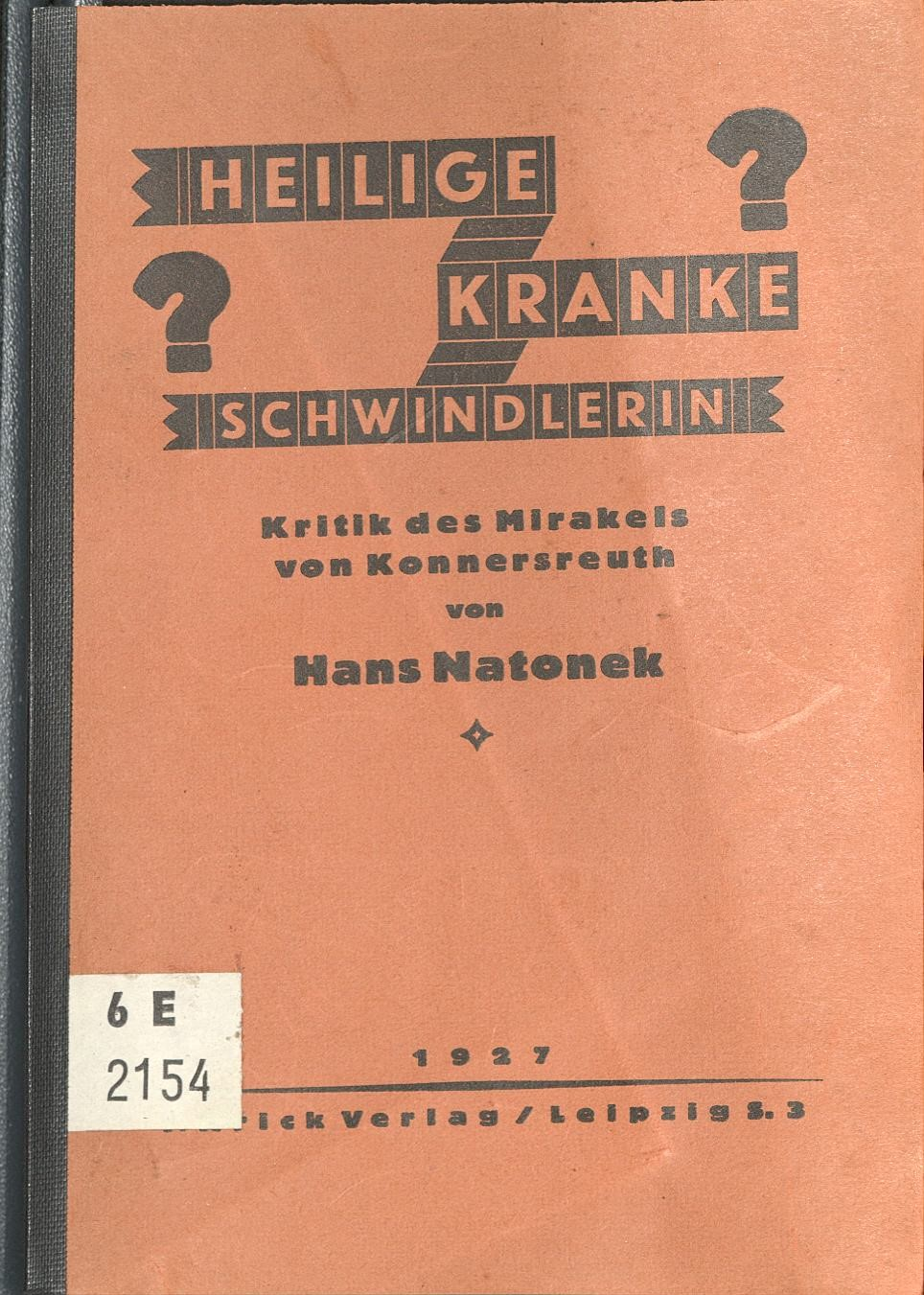
Een kritisch opstel van de Tsjechische journalist Hans Natonek in 1927

De plaats en aard van de stigmata verwijzen naar de bloedingen uit de handen en voeten van Jezus toen hij aan het kruis werd genageld. Volgens sommigen kan dit echter geen verband hebben met de kruisiging omdat de handen anatomisch niet geschikt zijn om bij een kruisiging het lichaamsgewicht te dragen. Anderzijds is het ook mogelijk dat de gangbare afbeelding van de kruisiging van Jezus niet overeenstemt met de historische werkelijkheid waarbij touwen werden gebruikt om de armen aan de dwarsbalk vast te binden en spijkers in de handen werden gedreven om te voorkomen dat een gekruisigde zijn armen uit de touwen kon bevrijden. 
Er zijn in de geschiedenis gevallen bekend waarbij mensen met stigmata toegaven deze wonden aan zichzelf toegebracht te hebben. Zo gaf Magdalena de la Cruz (1487-1560) toe dat zij iedereen bedrogen had. Een dergelijke vorm van zelfverminking wordt wel in verband gebracht met een psychiatrische aandoening zoals het syndroom van Münchhausen. Mensen die hier aan lijden pijnigen zichzelf of simuleren een ziekte in de hoop in het ziekenhuis te geraken, waardoor ze worden voorzien van aandacht en zorg. Anderen bootsen de stigmata na in de wetenschap dat sommigen met deze aandoening heilig verklaard zijn door de Paus. Op die manier pogen ze erkenning te vergaren.

## Moderne cultuur
De Britse schrijver Ian Wilson voert geregeld gestigmatiseerden op en ook op het witte doek zijn ze een populair onderwerp:
- Agnes of God (1985), met Meg Tilly en Jane Fonda
- Like a Prayer (1989), muziekvideo van Madonna
- Stigmata (1999), met Patricia Arquette en Gabriel Byrne waarin de hoofdpersoon stigmata krijgt terwijl zij niet gelovig is
- The Butterfly Effect, het personage Evan simuleert een stigmatisatie om hulp te krijgen van zijn religieuze celgenoot
- The Exorcism of Emily Rose, de hoofdpersoon krijgt de stigmata
- I Know Who Killed me de hoofdpersonages gespeeld door Lindsay Lohan krijgen stigmata
- Benedetta (film) (2021), de hoodpersoon Benedetta Carlini

Ook in enkele televisieseries kwamen stigmata voor:
- The X-Files aflevering "Revelations" (aflevering 3.11, uitgezonden in 1995). Een jonge jongen, gespeeld door Kevin Zegers, krijgt stigmata.
- In de serie Chrono Crusade ontwikkelt Rosette Christopher de stigmata.
- In een aflevering van Picket Fences is Adam Wylie gezegend met de stigmata en de gave om mensen miraculeus te genezen.
- Een aflevering van Nip/Tuck bevat een vrouw die beweert aan stigmata te lijden.